# Club Deportivo Cantolagua
El Club Deportivo Cantolagua es un club multideporte de España de la ciudad de Sangüesa en Navarra. Fue fundado en 1927 como Club Deportivo Sangüesa. Tiene secciones de fútbol (la única en los inicios), baloncesto, balonmano (fundada en 1970), pelota, judo, natación y patinaje.La sección de fútbol compitió durante seis temporadas consecutivas en Tercera división. La temporada 2014/2015 asciende al grupo XV de Tercera división después de 32 años en categoría regional.
En la sección de baloncesto compite en 2ª división autonómica. 
La de Balonmano milita en Segunda Nacional de Navarra. Posee campo de fútbol propio.

## Historia
El Club Deportivo Sangüesa se fundó en 1927. Su primer ascenso a Tercera división se produjo en 1977 y permaneció seis temporadas consecutivas en esta categoría. La temporada 1978/79 se proclamó campeón del Grupo II de Tercera división, pero renunció al ascenso a Segunda División B. Descendió a categoría regional en 1983.
En 1993 cambió su nombre por Club Deportivo Cantolagua.

Posteriormente, se implementaron otras modalidades deportivas, como baloncesto, balonmano, pelota.
En fútbol, en la temporada 2014/15 logró el ascenso a Tercera división después de 32 años en categoría Regional.
En baloncesto, la temporada 2014/15 el equipo senior femenino logró el ascenso de categoría al ganar la Final Four celebrada en Sangüesa, y consiguió una plaza para jugar en Primera División Femenina.
Balonmano (sección fundada en 1970):
2011 subcampeones de Copa Navarra
2015 campeones de Liga 2a Nacional Navarra
2016 subcampeones de Liga 2a Nacional Navarra

### Palmarés Fútbol
- Temporadas en Tercera División: 9

- Mejor puesto en liga: 1º (1978/79)

- Campeón de Tercera División: 1 (1978/79)

- Participaciones en Copa del Rey: 4 (1979-80, 1980-81, 1981-82, 2020-2021)